# الخط الساخن للنساء الكوريات

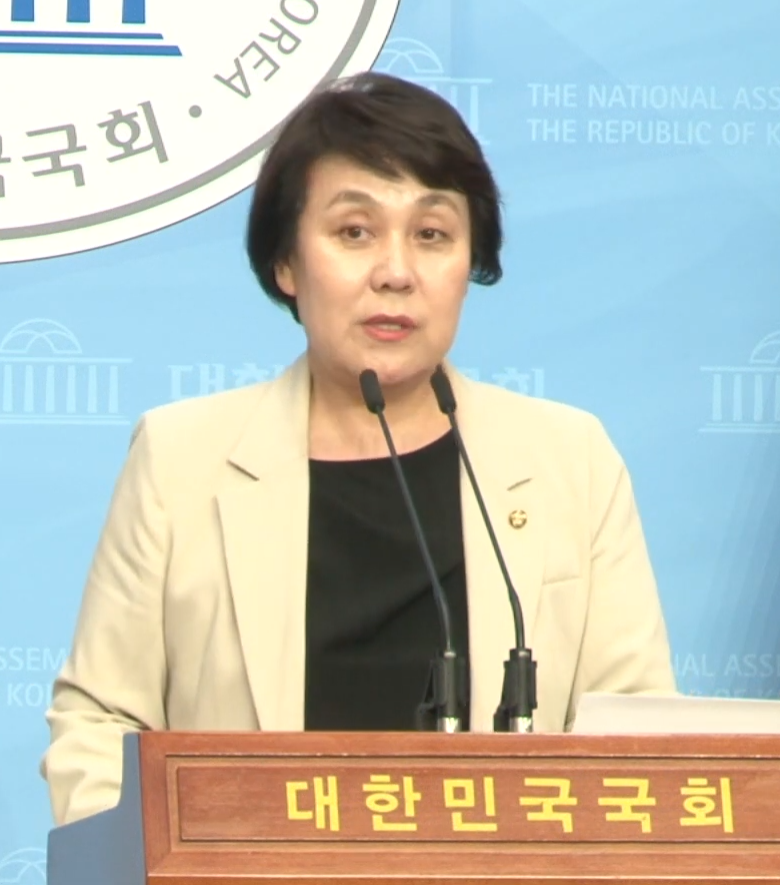
المتحدثة الرسمية تشونغ تشون سوك تتحدث في قاعة الاتصالات بالجمعية الوطنية.

الخط الساخن للنساء الكوريات ويعرف أيضًا باسم KWHL هو مجموعة نشطة، غير ربحية لحقوق المرأة، والذي يحمي حقوق المرأة من جميع أنواع العنف ورفع مكانة المرأة الاجتماعية بالإضافة إلى تعزيز المساواة بين الجنسين على صعيد العائلة، العمل، والمجتمع. في السياسة، الاقتصاد، والثقافة، هدف KWHL هو جعل النساء تشارك بفاعلية، مما يساهم في أمن الدولة وديموقراطيتها.
على الرغم من اسمها، KWHL ليست مركز اتصال للطوارئ، ولكن منظمة حركية نسائية تتمثل أكبر قضاياها في القضاء على العنف المنزلي والجنسي. تأسست KWHL في 1983، في بداية الحركة النسائية بكوريا الجنوبية، والآن تمتلك 26 فرعًا محليًا في جميع أنحاء البلاد. تشرف KWHL على مراكز تقديم المشورة وملاجئ للناجين من العنف المنزلي بالإضافة إلى إنتاج الأفلام، تنظيم وعقد مظاهرات وندوات. KWHL هي عضو في اتحاد الجمعيات النسائية الكورية.
واحد من أكبر برامج KWHL هو برنامج التضامن الدولي، الذي يتواصل مع المنظمات الغير حكومية النسائية، وخاصةً في حقوق المرأة والعنف المنزلي. ستقوم KWHL باستضافة الندوة الدولية الثالثة للمرأة الآسيوية ("مسؤولية الدولة في مكافحة العنف المنزلي ودور حركة حقوق المرأة") في كوريا في سبتمبر 2008.
تنشر KWHL صحيفة إخبارية إنجليزية كل عام، تحت عنوان "عبر عيون النساء."
تقيم KWHL أيضًا مهرجان للأفلام كل عام في سيول لعرض أفلام عالمية ومحلية تتعلق بحقوق المرأة ومعاناتها. يسمى المهرجان بمهرجان الأفلام للنساء الكوريات (FIWOM).